# Сузана Калур
Сузана Елизаљбет „Сана” Калур (швед. Susanna Elisabeth "Sanna" Kallur; Хантингтон, држава Њујорк САД. 16. фебруар 1981 била је шведска атлетичарка, специјалиста за трчање са препонама. Од 10. фебруар 2008. је светска рекордерка у трци на 60 метара са препонама резултаттом 7,68 секунда.

## Биографија
Рођена је у САД, а тренутно живи у Фалуну у округу Даларна у средњој Шведској. Има двојно држављанство.
Њена сестра за 4 мунута млађа близнакиња Џени, такође је шведска атлетска репрезентативка, а такмичи се у истој дисципли као Сузана. Оне су ћерке бившег хокејаша на леду Андерса Калура који је са Њујорк ајландерсима освојио четири Стенли купа, и његове супруге Лизе. Сузана је висока 1,69 м и тешка 61 kg. Чланица је АК Фалу из Фалуна, а тренери с јој Торнбјерн Ериксон и Карин Торнеклинт. У Шведској је често зову „Сана”.

### Почеци
Прву медаљу на међународној сцени освојила је 1998. када је на Светском јуниорском првенству у Ансију освојила бронзану медаљу на 100 метара са препонама. Две године касније, у истој дисциплини освојила је титулу светске јуниорске првакиње у Сантијагу да Чиле (13,02), и освојила бронзану медаљу у трци штафета 4 х 100 метара (44,78).
На Светсским првенствима у Едмонтону 2001. и Паризу 2003. елиминисана је у полуфиналу. Њено најбоље време 2001. блоо је 12,74 што је било 13. време на свету те године.. Без пласмана у фуинале остала је и на Олимписјским играма 2004. у Атини иако је резултатом 12,67 поравила лични рекорд.
На Европском првенству у дворани 2005. у Мадриду Сузана Каллур освојила је своју прву континенталну титулу победивши у у финалу своју сестру близнакињу Џени Калур резултатомм 7,80 што је био најбољи свезски резултат сезоне и нови национални рекорд Шведске. То је био први пут у историји да два такмиччара из исте породице, поготово близанци победе у неком такмичењу. Током летње сезоне, елиминисана је у полуфиналу Светског првенства у Хелсинкију (13,05 сек).

### Прва светска медаља, дрзга европска титула (2006)
Прву светску медаљу освојила је на Дворанском светском првенству у Москви 2006. где је трчећи на 60 метара препоне освојила бронзу у 7,87, иза Иркиње Дервал О’Рорк ] (7, 84) и шпанке такмичарке Глори Алосие (7,86). После две победе у Златној лиги у Паризу и Риму, била је главни фаворит на 2006.|домаћем терену у Гетеборгу. Победила је са 12,59. Те године проглашена је за најбољу спортисткињу Шведске.
.
Марта 2007. У Бирмингему Сузана Каллур задржава своју европски тирулу првакиње у дворани. На Светском првенству у Осаки завршила је као четврта (12,51). После тога у такмичењу Златне лиге три пута је победила актуелну светску првакињу Мишел Пери. У Берлину 16. септембра, Калур је побољшала лични рекорд за 3 стотинке (12.49). И ове године је била кандидат за титулу најбољег спотисту Шведске, али није успала. Била је друга иза фудбалера Златана Ибрафимовића.

### Светски рекорд и повреде (2008)
У Карлсруеу 10. фебруара 2008. године, Калурова је оборила 18 година стар светски рекорд на 60 метара са препнама (7,68), који је држала њена земљакиња Лудмила Енгквист од 4. фебруара 1990. године у Чељабинску (7,69). Међутим, на Светском првенство у дворани 2008. приликом загревања за квалификациону трку Сузана Калурје се повредила. Иако је имала најбољи резултат у квалификацијама, није се појавила на старту полуфиналне трке.
На Олимпијским играма у Пекингу 2008, Калур је била једна од фаворита за медаљу. У полуфиналној трци прескочила је прву препреку, пала и била лишена олимпијског финала.
Због проблема са повредама које је имала током сезоне 2008. године, Каллурова је одлучила завршити сезону већ почетком септембра у циљу опоравка до краја дворанске сезоне 2009. Међутим повреде су довеле до операција па је била приморана да пропусти Светско првенство у Берлину крајем августа, односно целу сезону те године. Прескочила је и светско дворанско првенство и вратила се после 20 месеци паузе, 31. маја 2010. године, у Шпанији са 13,14 сек. У Њујорку 12. јуна побољшала је најбољи лични резултат сезоне на 12,78, али је присиљена да пропусти Европско првенство 2010, и није могла бранити титулу освопјену 2006. јер се још није опоравила од инфекције. У 2011. Калурова је поново пропустила Европско првенство у Париској дворани и окренула се Светском првенству у Тегуу, где није учествовала, јер јој повреда није била потпуно излечена.

### Повратак на међународну сцену, Европско првенство и Олимпијске игре 2016.
Због повреда и порођаја није се такмичила до 2015. Вратила се на стазу 2015. на такмичењу у Карлсруе на којем је 2008. оборила светски рекорд на 60 м са препонама.
Сезону 2018. отворила је трком на 60 метара 30. јануара у Фалуну са 7,42 сек. Дана 13. фебруара, на такмичењу у Векшеу, Каллур је у трци на 69 м завршила на другом месту иза норвешке такмичарке Езине Окпараебо са врло добрим резултатом 7,35.
Најављена је као учесница Атлетског митинга ДН Галан 2016. у Стокхолму 16. јуна 2016., Такмичила се у трци са препрекама и завршила као пета резултатом охрабрујучим за повратак 13,00 сек. Најбољи резултат сезоне 12,91 сек истрчала је 25. јуна у Куортанеу.
Дана 16. августа, она се такмичила се на Олимпијским играма у Рију и завршила као пета у својој квалификационој групи са 13,04 па неуспева проћи у полуфинале.

### Европско првенство и завршетак каријере
После отказа учешћа на прва два такмичења зимске сезоне због болести, Сусанна Каллур коначно отвара своју сезону 11. фебруара 2017. када побеђује резултастом 8,06 и испуњава квалификациону норму за Европско дворанско првенство у у Београду.
Дана 24. фебруара, Калурова најављује да ће завршити каријеру одмах након Европског дворанског првенства у Београду надајући се том приликом да уђе у финале.. На Првенству успева да се пласира у финале резултатом 8,12 сек. У хаотичном финалу са два „лажна старта” завршава своју каријеру са часним осмим местом у временуа 8,11 сек. (трећепласирана је имала резултат 7,95). Испраћена је овацијама публике за успешну и 19 година дугу каријеру. Почетком јула објављује да је трудна и да чека своје друго дете.

## Значајнији резултати
| Год.                    | Такмичење                      | Место                   | Пласман                 | Дисциплина              | Резултат                | Белешке                 |
| Репрезентативка Шведске | Репрезентативка Шведске        | Репрезентативка Шведске | Репрезентативка Шведске | Репрезентативка Шведске | Репрезентативка Шведске | Репрезентативка Шведске |
| ----------------------- | ------------------------------ | ----------------------- | ----------------------- | ----------------------- | ----------------------- | ----------------------- |
| 1998.                   | Светско првенство за јуноре    | Анси, Француска         |                         | 100 м препоне           | 13,77                   |                         |
| 2000.                   | Европско ппрвенство у двпорани | Гент, Белгија           | 6.                      | 60 м препоне            | 8,19                    |                         |
| 2000.                   | Светско првенство за јуноре    | Сантијаго, Чиле         |                         | 100 м препоне           | 13,02                   |                         |
| 2000.                   | Светско првенство за јуноре    | Сантијаго, Чиле         |                         | 4 x 100 м               | 44,78 НРЈ               |                         |
| 2002.                   | Европско ппрвенство            | Минхен                  | 7.                      | 100 м препоне           | 13,09                   |                         |
| 2003.                   | Светско првенство у дворани    | Бирмингем               | 7.                      | 60 м препоне            | 7,97                    |                         |
| 2004.                   | Светско првенство у дворани    | Будимпешта              | 5.                      | 60 м препоне            | 7,89                    |                         |
| 2005.                   | Европско ппрвенство у дворани  | Мадрид                  |                         | 60 м препоне            | 7,80                    |                         |
| 2006                    | Европски куп нација у дворани  | Лијевен                 |                         | 60 м препоне            | 7,95                    |                         |
| 2006                    | Светско првенство у дворани    | Москва                  |                         | 60 м препоне            | 7,87                    |                         |
| 2006                    | Европски куп нација            | Малага                  |                         | 100 м препоне           | 12,69                   |                         |
| 2006                    | Европско ппрвенство            | Гетеборг                |                         | 100 м препоне           | 12,59                   |                         |
| 2006                    | Европско ппрвенство            | Гетеборг                | 5.                      | 4 x 100 м               | 44,16                   |                         |
| 2007.                   | Европско првенство у дворани   | Бирмингем               | 7.                      | 60 м                    | 7,29                    |                         |
| 2007.                   | Европско првенство у дворани   | Бирмингем               |                         | 60 м препоне            | 7,87                    |                         |
| 2007.                   | Светско првенство              | Осака                   | 4.                      | 100 м препоне           | 12,51                   |                         |
| 2016.                   | Европско ппрвенство            | Амстердам               | 10.                     | 100 м препоне           | 12,96                   |                         |
| 2016.                   | Олимпијске игре                | Рио де Жанеиро          | 26.                     | 100 м препоне           | 13,04                   |                         |
| 2017.                   | Европско ппрвенство у дворани  | Београд                 | 8.                      | 60 м препоне            | 8,14                    |                         |

## Рекорди
| Дисциплина    | Резултат | Град      | Датум               |
| ------------- | -------- | --------- | ------------------- |
| 60 м          | 7,24     | Бирмингем | 3. март 2007.       |
| 50 м препоне  | 6,67     | Стокхолм  | 21. фебруар 2008.   |
| 60 м препоне  | 7,68 СР  | Карлсруе  | 10. фебруар 2008.   |
| 100 м         | 11,30    | Малме     | 22. август 2006.    |
| 100 м препоне | 12,49    | Берлин    | 16. септембар 2007. |
| 200 м         | 23,32    | Гетеборг  | 28. август 2005.    |